# Навязчивый сон
«Навя́зчивый сон» (англ. Chasing Sleep) — психологический триллер 2000 года сценариста и режиссёра Майкла Уолкера, совместного производства киностудий США, Канады и Франции. В основе сюжета анализируется реакция профессора колледжа, который, проснувшись утром, обнаруживает свою жену пропавшей. 
В главных ролях — Джефф Дэниэлс и Эмили Бергл. Премьера состоялась 8 сентября 2000 года Международном кинофестивале в Торонто, Канада. На видео фильм вышел 16 сентября 2001 года.

## Сюжет
Эд Саксон (Джефф Дэниэлс), профессор колледжа, просыпается и обнаруживает, что его жена Ив не вернулась домой. Он принимает какие-то таблетки, после решает позвонить её подруге Сьюзи (Молли Прайс), и спрашивает, что он должен делать в таком случае. Сьюзи предлагает обратиться в местную больницу, но там заверяют, что не располагают никакими сведениями о его жене. Эд решает позвонить в полицию. Детектив Дерм (Гил Беллоуз) приезжает к нему домой, чтобы разобраться на месте. Он также принимает непонятные таблетки, напоминающие таблетки Эда. Они проверяют рабочее место Ив, находят несколько сообщений на автоответчике. Одно из них было оставлено Джорджем (Джулиан Макмэхон), коллегой Ив по работе. Вскоре обнаруживается, что машина пропавшей жены была оставлена возле дома этого самого Джорджа. Переживая за жену, Эд вынужден думать и о том, что он пропускает работу в колледже, где должен вести занятия.
Эд страдает галлюцинациями, на время отключается от сознания и в целом ведёт себя странно. Ему звонит Джордж и угрожает, что убьёт его, если с Ив что-то случилось. Эд получает также несколько звонков с работы, где всем неясно, что с ним творится. К нему приходит Сэди (Эмили Бергл), одна из его учениц, которая очень беспокоится за него. Эд решает не рассказывать ей всей правды о жене. Вместо этого он говорит, что она отправилась в гости к своей матери. В ванной Сэди падает в обморок и разбивает себе нос, и Эд предлагает ей сменную одежду — свитер его жены. Она говорит, что слышала женский крик, на что Эд отвечает, что часто слышит крики соседей, которые постоянно ругаются. Сэди надевает свитер и уходит.
Эд спускается в подвал, где видит протекающие трубы. Там у него случается видение со своей матерью, проклинающей его. В ужасе он выбегает из подвала и слышит стук в дверь. Открыв дверь, Эд получает удар по лицу от Джорджа, который хочет найти Ив. Джордж признаётся, что любит её, снова угрожает Эду, ударив его еще раз, и уходит. Эд звонит детективу и сообщает о том, что к нему приходил Джордж и избил его. После звонка Эд случайно обнаруживает под тумбой отрубленный палец и пытается смыть его в унитаз. Возвращается детектив Дерм, который ищет любые зацепки. Он обнаруживает окровавленную рубашку, но после объяснения Эда о случае с Сэди остаётся удовлетворённым его ответом. Детектив находит дневник, который вела Ив, где она выражала смешанные чувства по отношению к мужу — жалость, презрение, страх. Эд не желает отдавать детективу дневник, а после прочтения сжигает его.
Джеффри Костас (Зак Гренье), психиатр, который возглавляет группу поддержки жертв, посещает Эда, предлагая ему успокоительное. Эд вначале отказывается, но совладеть с собой становится труднее, и он принимает лекарства. Несмотря на их сильную дозировку, Эд все равно не может заснуть, страдая бессонницей. Сэди возвращается к нему, обеспокоенная тем, что он пропустил так много занятий в колледже, но их прерывает стук в дверь: Сьюзи пришла узнать, вернулась ли Ив домой. Эд препятствует тому, чтобы Сьюзи вошла в дом, а когда она всё же замечает Сэди, Эд объясняет ей, что это просто его студентка, которой он помогает с заданием. После того, как Эд спроваживает Сьюзи, Сэди говорит, что восхищается им. Всё это напоминает неудавшееся свидание, которое Эд резко обрывает. Расстроенная Сэди уходит.
Детектив Дерм по телефону сообщает Эду, что обнаружено тело его жены. Подавленный, он хочет поговорить с Джеффри Костасом. Они рассуждают на тему, как эти печальные события могут сказаться на Эде. Костас убеждает его поговорить с полицией и готов сделать это от его имени. Однако в полиции заверяют Костаса, что никакого тела найдено не было. Это приводит к тому, что детектив и психиатр выдвигают против Эда обвинения. Эд по-прежнему бредит, у него галлюцинации, заставляющие признать свою вину в убийстве Ив. Джордж, арестованный ранее за нападение на Эда, возвращается к нему в дом с целью отомстить за Ив. Эд подкарауливает Джорджа в подвале и убивает его. Прибывший детектив видит Эда с ножом и окровавленными руками. Ванная наполняется кровью, и Эд видит, как его жена, здоровая и невредимая, играет на пианино.

## В ролях
- Джефф Дэниэлс — Эд Саксон
- Молли Прайс — Сьюзи
- Гил Беллоуз — детектив Дерм
- Бен Шенкман — офицер Стюарт
- Эмили Бергл — Сэди
- Джулиан Макмэхон — Джордж
- Зэк Гренье — психиатр Джеффри Костас
- Гай Санвилль — доктор
- Дэннис Норт — детектив Мазурек
- Патрик Муг — детектив Снайдер
- Мишель Хелд — миссис Мастриони

## Награды и номинации
Майкл Уолкер, автор сценария и режиссёр фильма, в 2001 году был отмечен наградами на Международных кинофестивалях фантастических фильмов в Жерармере, Франция и Швеции.

## Критика
Фильм получил смешанные отзывы. На агрегаторе рецензий Rotten Tomatoes рейтинг одобрения составляет 50 %. «The Chicago Reader» отметил, что «Уолкер проделывает впечатляющий трюк возвращения в антисептическое состояние удушения внутри дома сквозь метафору психического состояния Даниэлса».